# Tramwaje w Sopronie
Tramwaje w Sopronie – zlikwidowany system tramwajowy węgierskiego miasta Sopron, działający w latach 1900–1923. 

## Historia
System tramwajowy w Sopronie oddano do użytku 30 kwietnia 1900 r. Składał się on z trzech linii.
- Główną linią była linia od stacji kolejowej Sopron przez Várkerület do stacji kolejowej Déli. Linia omijała historyczne centrum Sopronu i przecinała linię kolejową na końcu ulicy Kossuth.
- Druga linia rozgałęziała się na północnym końcu ulicy Kossuth i prowadziła do hali w pobliżu ulicy Flandorffer.
- W latach 1900–1903 istniała także linia od hotelu Pannónia przez Magyar utca i Győri út do rzeźni. Ruch tej linii od samego początku był tak mały, że w 1903 r. została ona zlikwidowana.

W 1903 r. zbudowano torowisko do browaru na ulicy Baross, lecz ruch na nowym odcinku prowadzony był nieregularnie. Na głównej linii było sześć mijanek i 16 przystanków.
Tramwaje w Sopronie zlikwidowano 31 maja 1923 r. z powodu nierentowności.